# Guillaume Tiberghien

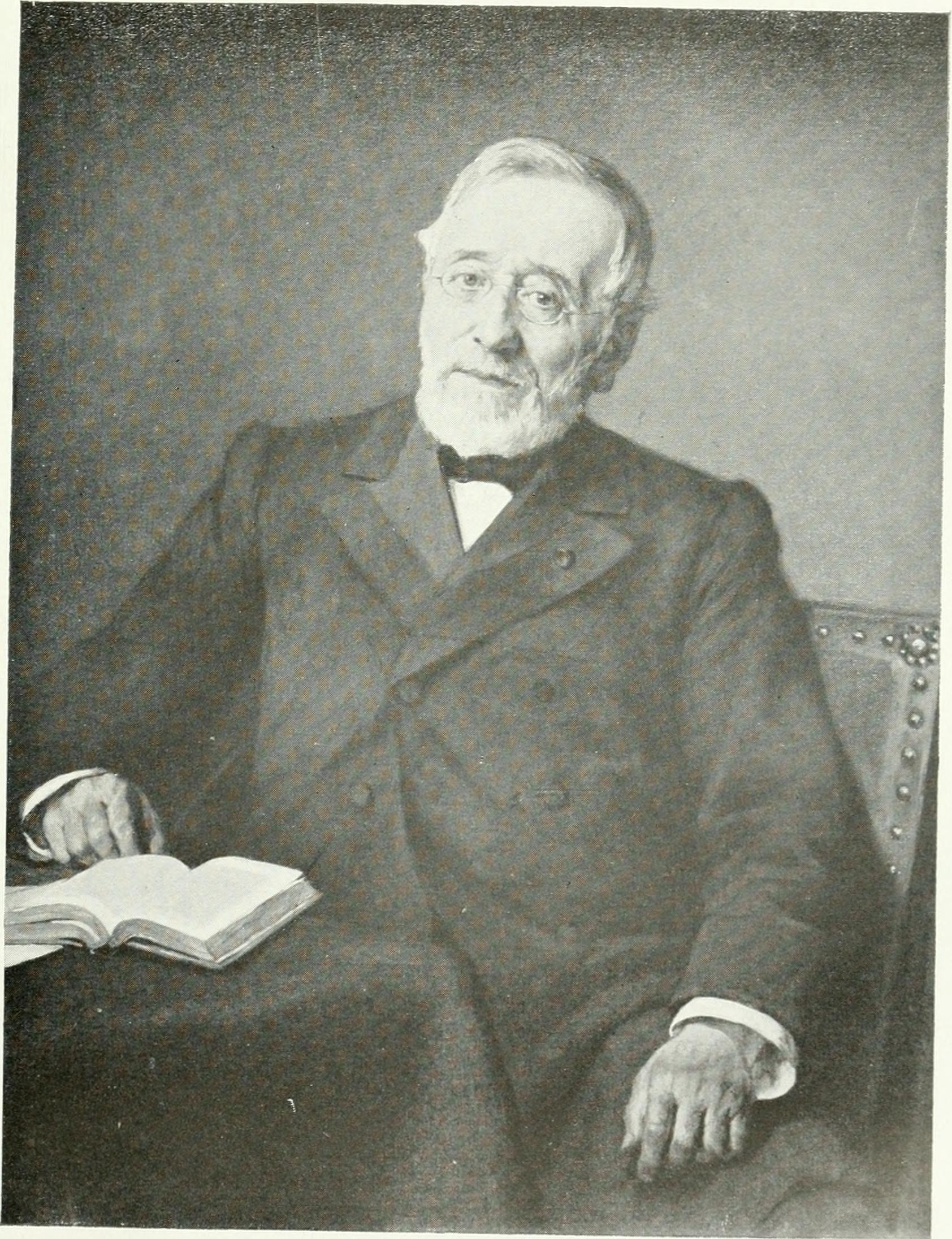
Guillaume Tiberghien

Guillaume Tiberghien (Brussel, 9 augustus 1819 - Sint-Joost-ten-Node, 28 november 1901) was deken van de faculteit filosofie aan de ULB van 1858 tot 1860.